# Peyrignac
Peyrignac är en kommun i departementet Dordogne i regionen Nouvelle-Aquitaine i sydvästra Frankrike. Kommunen ligger i kantonen Terrasson-Lavilledieu som tillhör arrondissementet Sarlat-la-Canéda. År 2022 hade Peyrignac 594 invånare.

## Befolkningsutveckling
Antalet invånare i kommunen Peyrignac
Referens:INSEE